# 窯変瓦

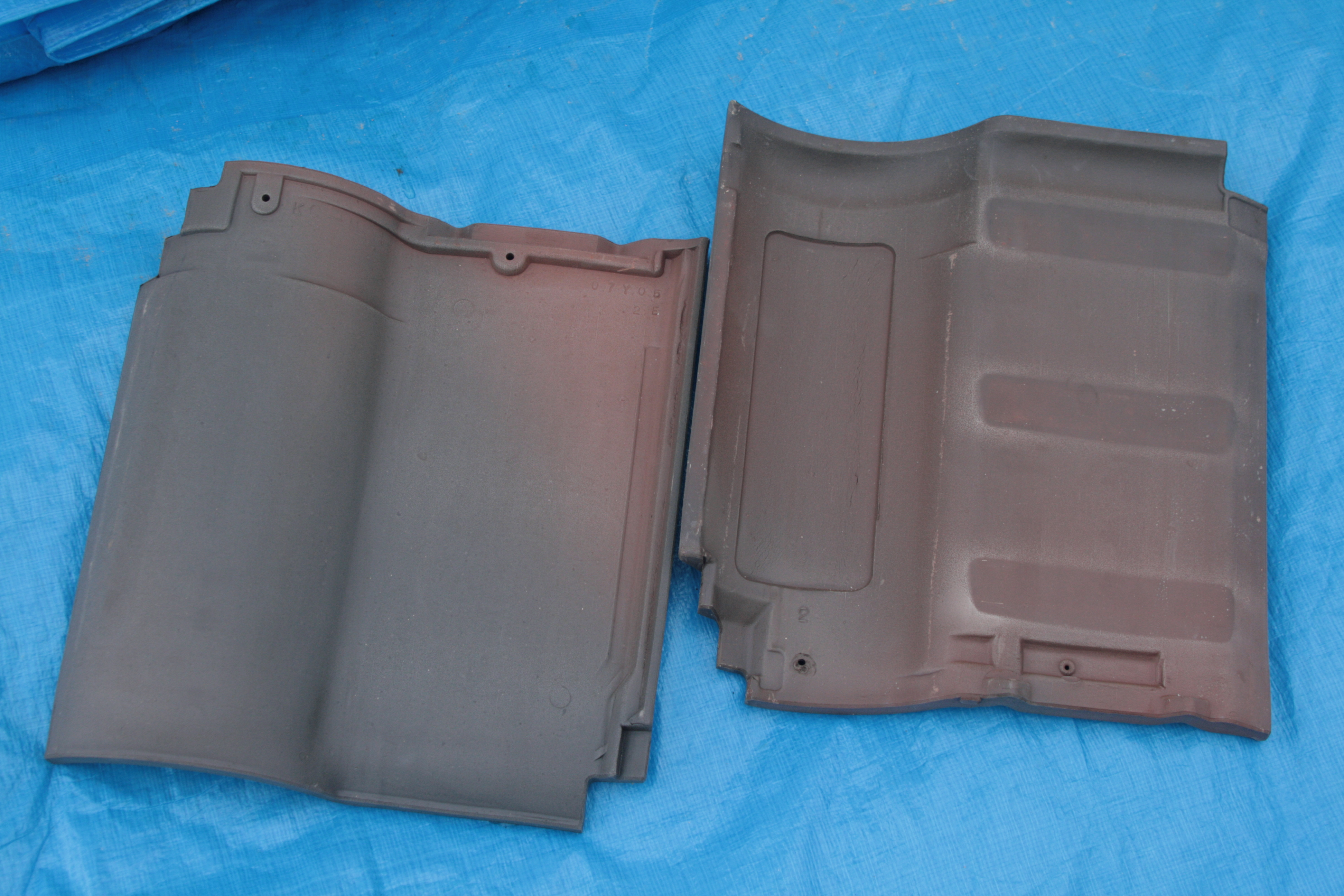
釉薬がなく、裏表とも連続性の諧調変化がある。形状はＳ瓦。

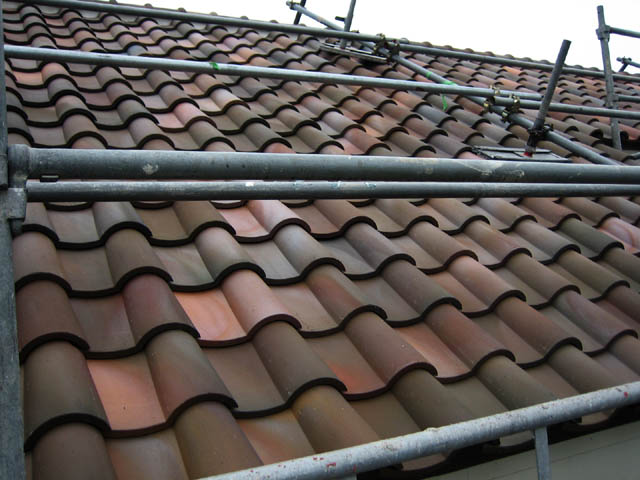
典型的な窯変瓦。形状はＳ瓦。

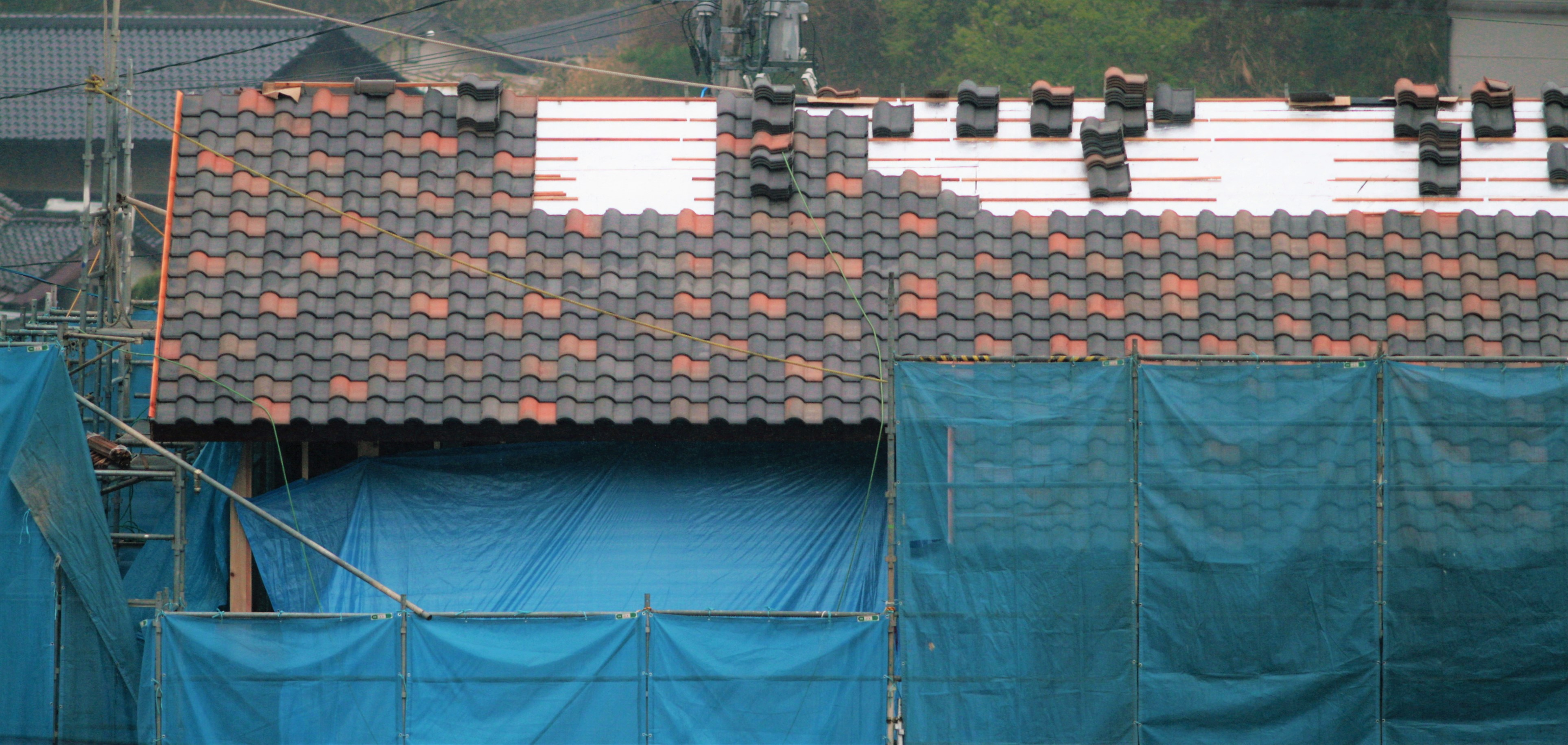
窯変瓦の施工風景。一枚一枚、色彩が異なるので、配色を考えて施工する必要がある

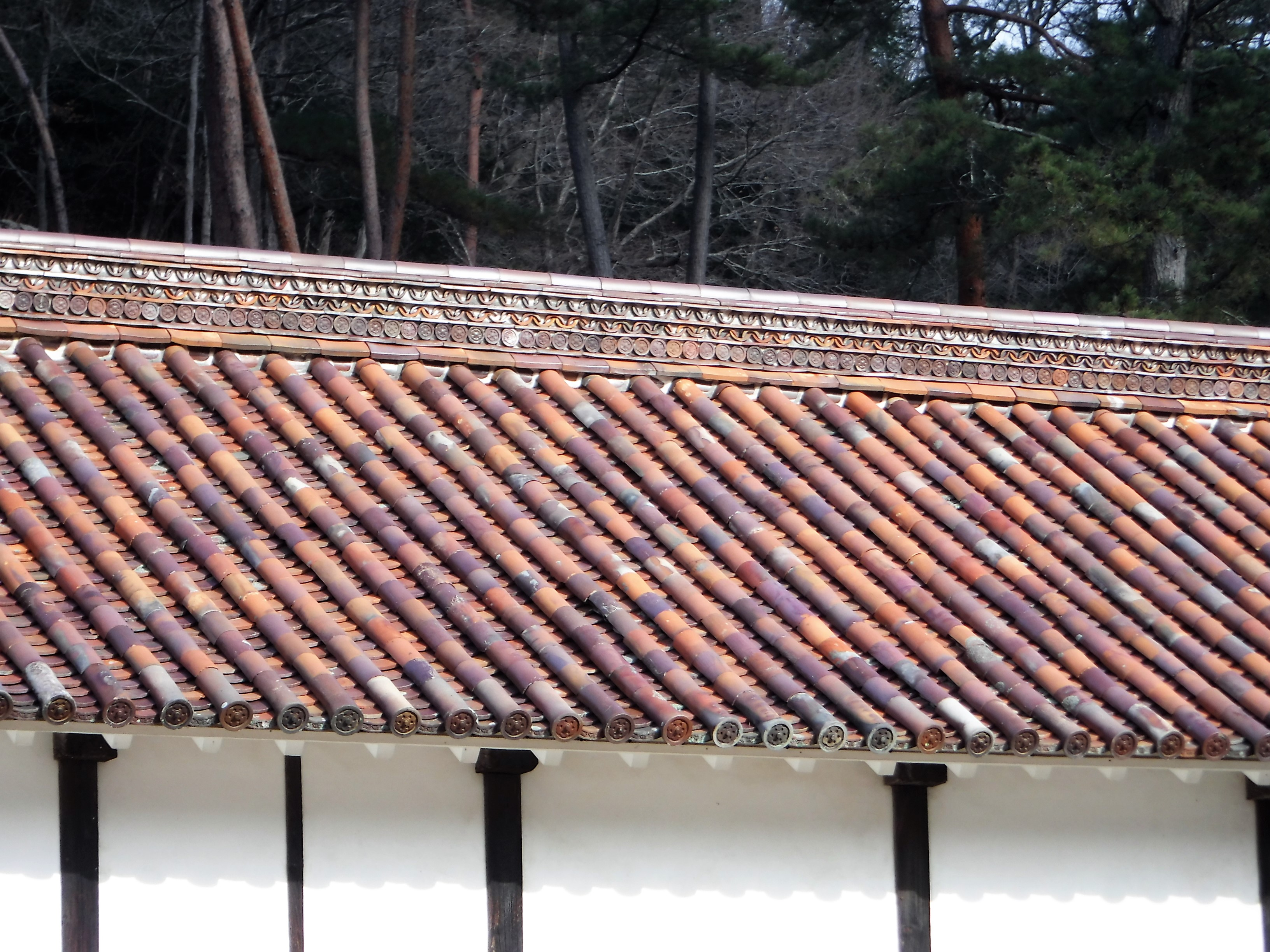
閑谷学校の飲室に使用されている窯変瓦

窯変瓦（ようへんがわら）とは粘土瓦の一種で、釉薬を使わずに備前焼と同じ製法で色調を出す瓦である。

## 概要
粘土瓦は、釉薬瓦と無釉薬瓦に分けられるが、窯変瓦は無釉薬瓦に分類される。窯変瓦は、備前焼と同じ手法で酸化炎と還元炎の焼き具合のみで色調を出し、1枚の中にも連続的に色調が変化するのが特徴である。仕上がりの予測が困難で、歩留まりも悪く、仕上がった色調によってロット調整をする必要がある。また素焼きと還元焼成の2度焼きが必要となるために高価な瓦となっている。S型瓦の商品が多いが、平瓦や日本瓦などの形状も広く流通している。

## 製造法
焼きむらは、窯の中に注入する酸素ガスを調整し、窯の中の環境を変えながら瓦を焼きあげることによって行われる。酸素が多い部分は瓦中の鉄分などが1200℃程度で酸化焼成され、酸素が不足した部分では1100℃程度で還元焼成が行われる。加熱にはガスバーナーとともに、意図的な還元炎域の確保のためにオイルバーナーも使用されることがある。

## 窯変瓦の施工時の問題
焼き上がりの色調が再現しにくく、同じ会社の同じ商品でも、ロットによってバラつきが大きい。また素焼き瓦なので、太陽の角度や降雨によって見え方が大きく異なり、屋根に敷く場合も一枚一枚の色むらが強いために、配色を考えて設置する必要があり、手間隙がかかる。

## 模造品
焼き方のみで色調を管理するのは高度な技術が必要であるために、窯変瓦に似せた模造品が普及している。「素焼き瓦」に「練り込み瓦」の技術を応用したもので、粘土にベンガラを練りこみむことで瓦を赤く発色させたり、マンガンを練りこんで黒く発色させることで、「窯変瓦」に似た「素焼き瓦」を安定的に量産する方法がある。またこのような2種類の粘土をランダムに混合して「素焼き瓦」に「窯変瓦」に似た焼模様を付ける方法も考案されている。素焼き瓦にスプレーで部分的に釉薬を散布して窯変瓦に似せた製品も広く流通している。

## 特記事項

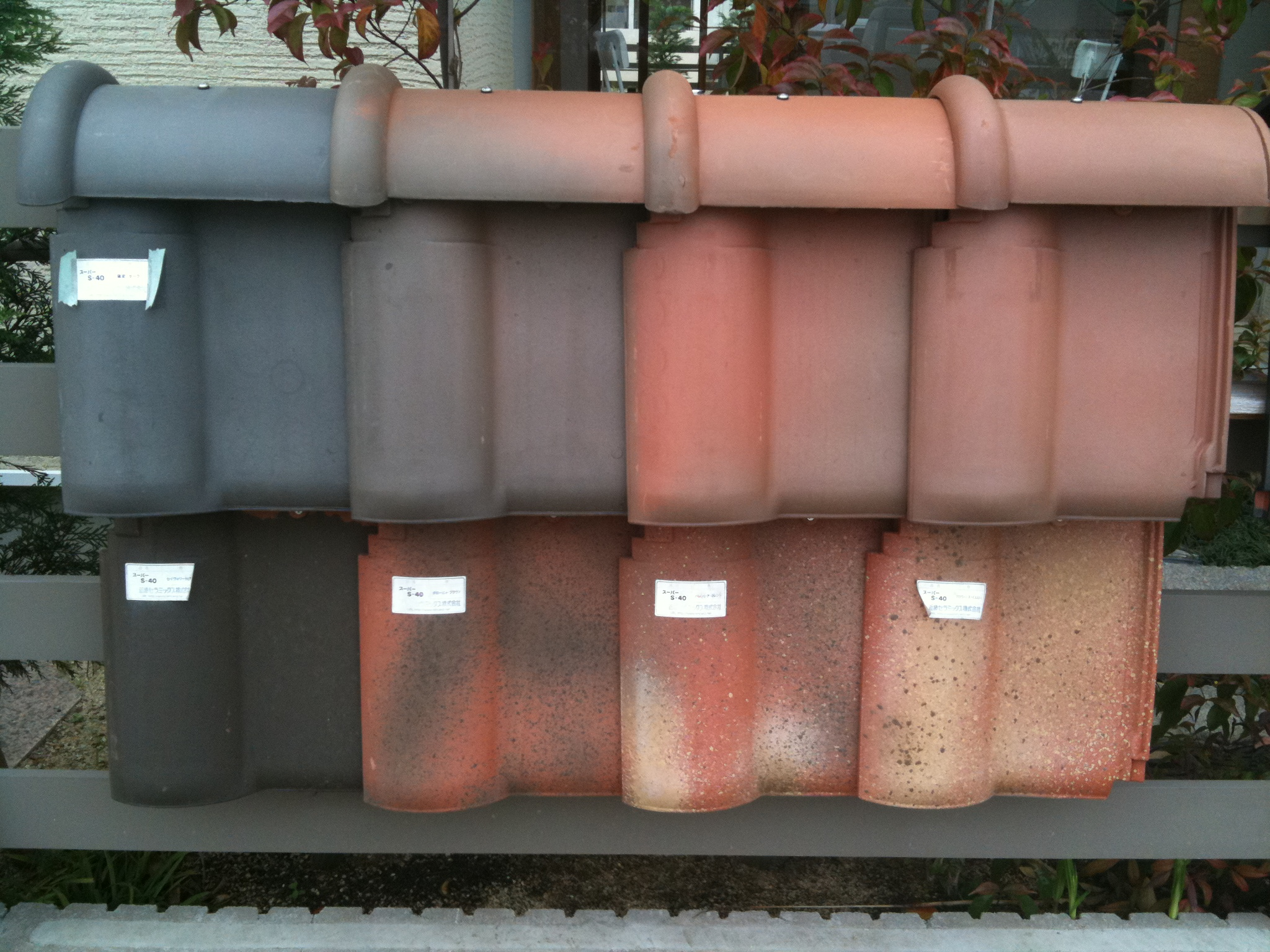
上段が本物窯変瓦。下段が素焼き瓦に釉薬を飛ばして窯変瓦に模した製品。同一製造元による瓦である。

- 現存する古い窯変瓦としては、備前市にある特別史跡「閑谷学校」の屋根瓦が有名である[3]。